# Zeng Pu
Dans ce nom chinois, le nom de famille, Zeng, précède le nom personnel.
Pour les articles homonymes, voir Zeng.
Œuvres principales
Fleur sur l'océan des péchés
Zeng Pu (chinois 曾朴/曾樸, né en 1872 à Changshu, province du Jiangsu en Chine, et mort en 1935) est un écrivain chinois, connu pour son roman à clefs Fleur sur l'océan des péchés. Il avait pour nom social Ahpu, et pour surnom Dongya bingfu (« l'Homme malade de l'Asie orientale »).

## Biographie
Zeng Pu, issu d'une famille de riches propriétaires fonciers, occupe un poste subalterne dans l'administration à Pékin, après avoir échoué aux examens impériaux en 1892. Il fréquente dans cette ville, entre 1893 et 1897, l'élite confucéenne. Après la guerre sino-japonaise de 1894-1895, il commence l'étude du français à l'École des langues de Pékin (Tongwen guan (zh)), en vue d'effectuer une carrière diplomatique, ce qu'il ne réalisera pas, mais il entre ainsi en contact avec la littérature française.
Zeng Pu est l'auteur d'un traité de bibliographie consacré à la littérature des Han postérieurs, le Bu Houhan Shu Yiwen Zhi, rédigé entre 1889 et 1895. En 1898, il est à Shanghai, où il est proche du mouvement réformateur. Après l'échec des Cent Jours, il se réfugie à Changshu. Il étudie la littérature française auprès de Chen Jitong, qui en est le meilleur connaisseur à cette époque. De retour à Shanghai en 1903, il tente de se lancer dans le commerce de la soie. Il ouvre une libraire, Forêt des romans. Il rédige les vingt-quatre premiers chapitres de son roman Fleur sur l'océan des péchés entre 1905 et 1907. Publié par sa librairie, le succès du roman est énorme, ce qui n'empêche pas la fermeture de la librairie à la fin de 1907, pour des raisons financières. De 1907 à 1911, Zeng Pu est fonctionnaire dans l'administration provinciale et fréquente un cercle monarchiste et constitutionnaliste. Membre d'un parti républicain, il est élu député du Jiangsu en 1912. Il abandonne la politique en 1926, ouvre une nouvelle librairie et traduit des œuvres depuis le français : Hernani, Lucrèce Borgia, Ruy Blas, Angelo, L'École des femmes, l'Aphrodite de Louÿs. Il réécrit son roman Fleur sur l'océan des péchés et le poursuit jusqu'au chapitre trente-cinq.

## Liste des œuvres
- Bu Houhan Shu Yiwen Zhi
- Nie Hai Hua, 1907
  - Zeng Pu, Fleur sur l'océan des péchés, trad. Isabelle Bijon, Éditions Trans-Europe-Repress (T.E.R.), 1983.